# Smolany (stacja kolejowa)
Smolany (biał. Смальяны; ros. Смольяны) – stacja kolejowa w miejscowości Zośkawa, w rejonie orszańskim, w obwodzie witebskim, na Białorusi. Położona jest na linii Orsza - Lepel.
Nazwa pochodzi od oddalonej o 6,9 km miejscowości Smolany.